# Nílton de Sordi
Nílton (także Newton) De Sordi (ur. 14 lutego 1931 w Piracicaba zm. 24 sierpnia 2013 w Bandeirantes) – brazylijski piłkarz, prawy obrońca. Mistrz świata z roku 1958.
Karierę zaczynał w Esporte Clube XV de Novembro, klubie z rodzinnego miasta. W 1952 został piłkarzem São Paulo FC, gdzie grał do 1965. W reprezentacji Brazylii występował w latach 1955–1961. Brał udział w Copa América (1956). Podczas MŚ 58 grał w pięciu meczach, w spotkaniu finałowym zastąpił go Djalma Santos.